# Nabirat
Nabirat es una comuna francesa situada en el departamento de Dordoña, en la región de Nueva Aquitania.

## Demografía
| 349 | 333 | 301 | 316 | 275 | 331 | 368 |
| Para los censos de 1962 a 1999 la población legal corresponde a la población sin duplicidades (Fuente: INSEE [Consultar]) |     |     |     |     |     |     |